# Круглянский сельсовет (Могилёвская область)
Круглянский сельсовет — административная единица на территории Круглянского района Могилёвской области Белоруссии.

## Состав
В 2015 году в состав сельсовета были включены часть территории и 5 населенных пунктов Запрудского сельсовета.
Круглянский сельсовет включает 46 населённых пунктов:
- Александрово — деревня.
- Арава — деревня.
- Большое Зубово — деревня.
- Бурневка — деревня.
- Васильевка — деревня.
- Весна — деревня.
- Волконосово — деревня.
- Восточный — посёлок.
- Гай — деревня.
- Галое — деревня.
- Грибино — деревня.
- Дубовка — деревня.
- Дудаковичи — деревня.
- Займище — деревня.
- Замышки — деревня.
- Заря — деревня.
- Заситье — деревня.
- Казимировка — деревня.
- Карниловка — деревня.
- Козебродье — деревня.
- Красуля — деревня.
- Лаутки — деревня.
- Лесные — деревня.
- Лыновка — деревня.
- Лысковщина — деревня.
- Малая Арава — деревня.
- Михейково — деревня.
- Новое Радча — деревня.
- Новопрудье — деревня.
- Ольшаники 1 — деревня.
- Ольшаники 2 — деревня.
- Ореховка — деревня.
- Павлово — деревня.
- Пасырево — деревня.
- Подпавловье — деревня.
- Пролетарий — деревня.
- 5-я Годовщина — деревня.
- Ракушево — деревня.
- Рожки — деревня.
- Свобода — деревня.
- Скляпово — деревня.
- Скураты — деревня.
- Старое Радча — деревня.
- Улужье — деревня.
- Шупени — деревня.
- Ясное Утро — деревня.